# Bergues (fromage)
Pour les articles homonymes, voir Bergues (homonymie).
Bergues est l'appellation d'origine d'un fromage au lait cru fabriqué par quelques agriculteurs producteurs fermiers aux alentours de Bergues, à côté de Dunkerque dans le département du Nord en France. C'est un fromage à pâte molle à croûte lavée, parfois semi-dure, assez maigre, à l'aspect crayeux et à l'odeur puissante. 
Lors du carnaval, le maire de Bergues en envoie des morceaux à la foule depuis le balcon de l'hôtel de ville.
Une association d'agriculteurs a fait une demande à l'INAO pour encadrer l'emploi commercial de cette appellation via une Appellation d'origine protégée ; elle a également déposé à l'INPI une marque « Fromage de Bergues ».

## Origine et histoire
La plus ancienne trace de ce fromage se trouve dans les archives communales de Bergues Saint Winoc dès 1554 : le vice-amiral des Flandres Gérard Van Meckeren donna du bergues à Philippe de Bèvres, représentant de l'amiral des Pays-bas Maximilien II de Bourgogne.
En 1804, on dénombrait 188 agriculteurs producteurs de ce fromage dans 25 communes.
En 1857, 100 tonnes de fromages de Bergues sont échangées à Bergues dont plus de la moitié exportée vers Paris et le Sud de la France.
Depuis 2004, s'est créée la « Confrérie du Bergues Saint-Winoc » qui assure la promotion du fromage de Bergues. En 2005, l'association « Fromage de Bergues tradition » a été créé. Elle fédère huit producteurs qui se sont dotés d'un cahier des charges et d'une étiquette commune destinée à distinguer leur produit dans un linéaire. Une demande de reconnaissance en appellation d'origine protégée a été déposée auprès de l'institut national de l'origine et de la qualité, l'INAO.

## Élaboration

### Le terroir
Le Blootland français est une zone agricole plane, asséchée au Moyen Âge. La bonne pousse de l'herbe favorise l'élevage laitier. Le sol humide ne permet pas la construction de caves enterrées, mais des caves à murs épais permettent l'affinage du fromage de Bergues.

### Élevage bovin

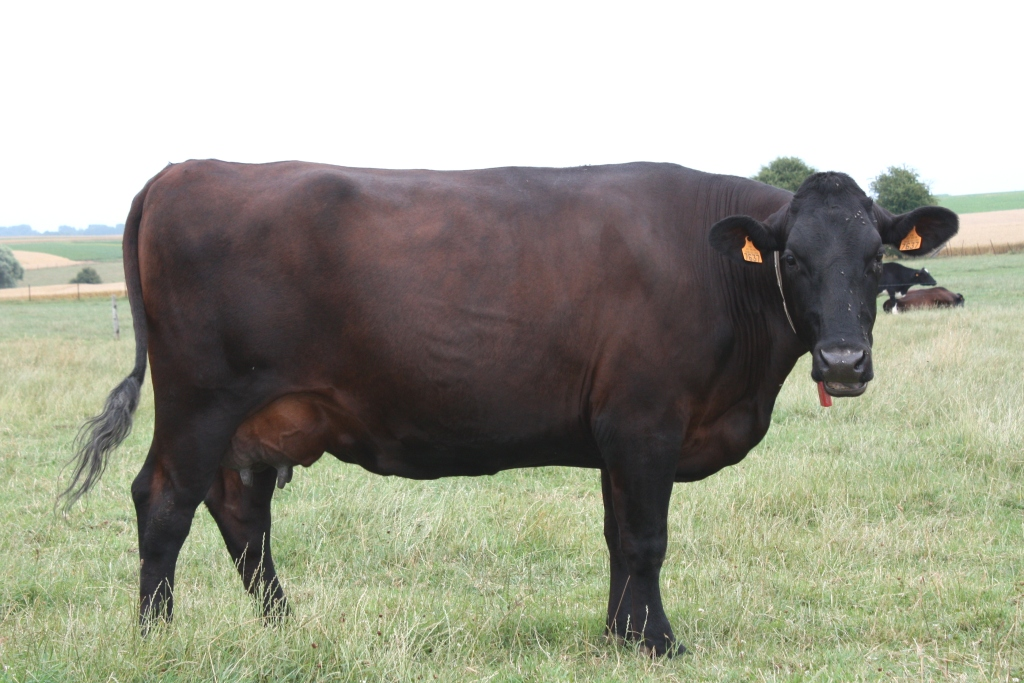
Vache rouge flamande.

Aucune race bovine n'est exigée, mais historiquement, le fromage provient du lait de vaches rouges flamandes. L'association Fromage de Bergues tradition est associée à l'Union Rouge Flamande qui fédère les éleveurs de la race flamande. Toutefois, la faiblesse du cheptel flamand autorise les producteurs à utiliser aussi du lait de vaches prim'holstein.

### Transformation
Le lait cru est partiellement écrémé avant coagulation à la présure. Le caillé est ensuite découpé en grains fins et mis en moules percés pour l'égouttage. Cette opération est accélérée en empilant les moules qui pressent ainsi les fromages placés en bas. Les fromages formés sont ensuite salés et mis en affinage durant au moins trois semaines en cave surélevée. Ils sont régulièrement lavés à la bière. Cette étape contribue à donner le goût de levure au fromage.
Le bergues est un fromage exclusivement fermier : le fromage est élaboré par l'éleveur laitier avec le lait de ses seules vaches.

### Le produit
Le diamètre du fromage fait environ vingt centimètres. C'est un fromage à pâte demi-dure ou molle. Sa croûte est de couleur jaune, ocre ou rosée. La pâte a un aspect crayeux ou coulant et une forte odeur caractéristique. Il est relativement pauvre en matières grasses (de 20 à 25 %).

## Commerce
En 2018, huit producteurs revendiquaient la fabrication de ce fromage : la ferme du Chapître à Bissezeele, la ferme Crépin à Merris, la ferme Hennion à Bailleul, la ferme du Patis à Bourthes, la ferme Pierens à Arnèke, la ferme Top à Pitgam, la fromagerie fermière des Deux-Caps à Réty et la ferme du Milou à Tatinghem.

## Consommation et cuisine
Il se déguste nature, accompagné d'une bière blonde et d'une tartine de pain de seigle. Sur un plateau de fromage, il se tient mal à température ambiante et ses arômes peuvent ne pas plaire à tout le monde.
En cuisine, il est l'ingrédient phare d'une recette locale :  un tartine gratinée avec une sauce béchamel au fromage et champignons. Il peut aussi aromatiser une sauce pour accompagner une viande et être incorporé aux flamiches et tartes salées.

## Anecdote
D’après Léon Moreel, écrivain  et historien régional, c'est « […]un fromage un peu mou de paysans laborieux utilisant tous les sous-produits de leur lait. Il est crayeux comme les pignons des vieux pigeonniers du terroir. ».[réf. nécessaire]

## Sources et références
1. 1 2 3 4 5 6  « Bergues n'est pas plus ch'ti, que le Maroilles est le fromage de Bergues. », Site de la ville de Bergues, avril 2008 (consulté le 20 août 2019)
2. 1 2  « Bergues », Site « quiveutdufromage.com » (consulté le 20 août 2019)